# Ускьяно, Алехандра
Алехандра Ускьяно (исп. Alejandra Usquiano; род. 12 мая 1993, Медельин) — колумбийская лучница, выступающая в соревнованиях по стрельбе из блочного лука. Трёхкратная чемпионка мира.

## Биография
Ускьяно начала заниматься стрельбой из лука в 2007 году. Первые международные соревнования для неё состоялись в 2008 году. Тренируется под руководством Анхеля Барриоса.

## Карьера
В 2013 году она выиграла командные соревнования по стрельбе из лука среди женщин на чемпионате мира. Соперниками в финальном поединке были действующие чемпионки мира из США, однако перевес колумбиек был настолько велик, что победу они одержали ещё до последнего выстрела. Итоговый счёт финала 229:215. В личных соревнованиях Ускьяно уступила в третьем раунде нидерландке Инге ван Каспель 129:133.
В 2014 году на Панамериканском чемпионате в Росарио Ускьяно выиграла золотые медали в личном и командном первенстве (вместе с Сарой Лопес и Майей Марсен).
На чемпионат мира 2015 года в Копенгаген сборная Колумбии приехала в ранге чемпиона мира, однако уже в первом раунде потерпели поражение от Украины. В личном первенстве Ускьяно победила иранскую лучницу Афсанех Шафилавиджех, затем норвежку Лаллу Феванг Марзук, россиянку Альбину Логинову, но в 1/8 финала уступила словенке Тойе Черне.
На Боливарианских играх 2017 года завоевала серебро, уступив соотечественнице Саре Лопес в финале. Вместе с ней и Норой Вальдес стала чемпионкой в командных соревнованиях.
На чемпионате мира 2017 в Мехико колумбийки в составе Ускьяно, Лопес, Вальдес вернули себе титул, победив в финале Индию. В личных соревнованиях победила представительницу Китайского Тайбэя Ли Динсюань, но затем уступила испанке Андрее Маркос в 1/16 финала.
В 2018 году на этапе Кубка мира в Солт-Лейк-Сити колумбийские девушки оказались сильнее лучниц Тайваня и выиграли золото с результатом 224:221 в финале.
В 2019 году Сара Лопес, Алехандра Ускьяно и Александра Сандино Борраис, представляющие Колумбию в женском комнадном турнире, проиграли в четвертьфинале будущим чемпионкам из Китайского Тайбэя, не сумев защитить титул. В личном первенстве Алехандра получила предварительную путёвку в 1/16 финала, где победила индонезийку Нину Юрике, однако уже в 1/8 проиграла Чжэнь Исюань из Тайваня.
В 2021 году выиграла бронзовую медаль на Панамериканском чемпионате в Мексике. Ускьяно добралась до полуфинала, где уступила соотечественнице Норе Вальдес и в матче за бронзу обыграла мексиканку Эсмеральду Санчес в перестрелке. На чемпионате мира в Янктоне завоевала золото в команде вместе с Сарой Лопес и Норой Вальдес.